# Открытый кубок США по футболу
Открытый кубок США по футболу имени Ламара Ханта (англ. Lamar Hunt U.S. Open Cup) — ежегодный кубковый турнир и старейшее футбольное соревнование в США. Третий по продолжительности открытый футбольный турнир в мире. Участие открыто всем командам, зарегистрированным Федерацией футбола США, от любительских до профессиональных. Команде-победителю турнира предоставляется место в Кубке чемпионов КОНКАКАФ.
Первый розыгрыш кубка прошёл с ноября 1913 года по май 1914 года. С того момента по 1999 год турнир был известен под названием Национальный кубок вызова (англ. National Challenge Cup). Рекордсменами по количеству завоёванных кубков являются команды «Бетлехем Стил» (1914/15, 1915/16, 1917/18, 1918/19, 1925/26) и «Маккаби Лос-Анджелес» (1973, 75, 77, 78, 81) с пятью наградами. С момента дебюта лиги MLS в 1996 году, команды MLS доминируют в турнире, выиграв все кубки кроме 1999 года, в котором команда «Рочестер Рейджинг Райнос» из второго дивизиона добилась неожиданной победы, обыграв четыре команды высшей лиги на своём пути к кубку.
Победитель кубка получает денежное вознаграждение в $250 000, финалисту кубка вручается $60 000. Дополнительно, клуб каждого низшего дивизиона, показавший наилучший результат в турнире, получает премию в $15 000.
В связи с пандемией COVID-19 Открытый кубок США в 2020 и 2021 годах не проводился.
Действующим обладателем кубка является «Лос-Анджелес», который в финальном матче 26 сентября 2024 года победил «Спортинг Канзас-Сити» в дополнительное время со счётом 3:1.

## Победы по клубам
| Титулы | Клубы |
| ------ | --- |
| 5      | Бетлехем Стил, Маккаби Лос-Анджелес |
| 4      | Грик Американ АА, Сиэтл Саундерс, Спортинг Канзас-Сити, Филадельфия Юкрэйнианс, Фолл-Ривер Марксмен, Чикаго Файр |
| 3      | Ди Си Юнайтед, Нью-Йорк Пансайприан-Фридомс, Стикс, Бэер энд Фуллер |
| 2      | Бруклин Хиспано, Бруклин Италианс, Грик-Американ АС, Даллас, Лос-Анджелес Гэлакси, Лос-Анджелес Кикерс, ФК Нью-Йорк Американс, Сент-Луис Кутис, Сент-Луис Симпкинс-Форд, Хармарвилл Хёррикейнс, Хьюстон Динамо, Чикаго Спарта, ФК Элизабет |
| 1      | Айнтрахт, Атланта Юнайтед, ФК Балтимор, Бен Миллерс, Бруклин Робинс Драй Док, Бруклин Сент-Мэри Селтик, Бруклин Филд Клаб, Брукхэттен, ФК Буш, ФК Галлатин, Джёрман Хангэриан, Иглс, Клуб Эспанья, Коламбус Крю, АО Крит, Лос-Анджелес, Макилвэйн Кэнвасбэкс, Морган-Страссер, Нью-Бедфорд Уэйлерс, Нью-Инглэнд Революшн, Нью-Йорк Нэшионалс, Нью-Йорк Хакоа, Нью-Йорк Хангэриа, Нью-Йорк Юкрэйнианс, Орландо Сити, ФК Патерсон, Понта-Делгада, ФК Потакет, Ричмонд Кикерс, Рочестер Рейджинг Райнос, Сан-Франсиско Италиан АС, Сан-Франсиско Мехико, Сан-Хосе Оукс, Сент-Луис Скаллин Стил, Сент-Питерсберг Кикерс, Урик Тракерс, Фолл-Ривер Роверс, ФК Хота, Чикаго Вайкинг, Чикаго Фалконс, Шошин Индианс |